# Istres Provence Handball
Maillots
Actualités
Dernière mise à jour : 6 juillet 2025.
Istres Provence Handball est un club masculin de handball français basé à Istres en Provence et fondé en 1970.
Le club présidé par Benjamin Gonzalez et entraîné par Bastien Cismondo évolue pour la saison 2025-2026 en Championnat de France de 1re division (Starligue).

## Histoire
Le club de handball d'Istres est créé au tout début des années 1970, au sein de l'Office municipal des sports, par une équipe de passionnés de handball parmi lesquels on compte René Sauvan, Michel Calamand et René Davini. Sous la houlette de son président M. Joyet, le Handball Club d'Istres commence à franchir peu à peu les séries régionales, tout en développant une politique interne de formation des jeunes. Il lui faudra dix ans pour accéder au niveau national, au début des années 1980.
Devenu Istres sports, le club ne décolle vraiment qu'en 1984 avec les arrivées du président Alain Brisson et de l'entraîneur polonais Ignacy Pazur recruté grâce à une petite annonce de L'Équipe. Dès lors, tout va aller très vite : montée en Nationale 3 (D4) en 1985, montée en Nationale 2 (D3) en 1986, deuxième de Nationale 2 derrière Cannes (avec une montée ratée de justesse contre Dijon en barrages) en 1987 et enfin montée en Nationale 1B (D2) en 1988 après une impressionnante série de victoires conclue par une victoire en finale face à Saint-Michel-sur-Orge (victoires 32-23 à Istres et 35-32 à Saint-Michel). Le club oscille au cours des saisons suivante entre les deuxième et troisième niveaux nationaux. 
En 1992, alors que le moment était plutôt à l'euphorie de la montée du professionnalisme en France, le président Constant Cambouris et les dirigeants préfèrent opter pour la rétrogradation volontaire en Nationale 2 (D3) afin d'assainir les finances du club. Dès la saison suivante, au profit d'une augmentation du nombre de clubs participants, Istres Sports intègre la toute nouvelle Nationale 1 fédérale (D2) qu'il concluait par une belle troisième place de sa poule. 
En 1994, les ambitions du club sont illustrées par les recrutements de Bruno Martini, Gilles Derot et Serge Laurain. Premier de sa poule et assuré d'accéder à l'élite, les joueurs de Jean-Louis Derot concluent la saison en beauté avec le titre de champion du monde remporté par Bruno Martini et Les Barjots puis en devenant champion de France de Nationale 1 Fédérale après la victoire en finale face au Sporting Toulouse 31.
Pour sa première saison en Division 1, le club recrute alors des joueurs reconnus tels que Gaudin et Saračević, puis la saison suivante Cochard, Munier ou encore l'international roumain Dedu. Si le club termine sa première saison à une honorable huitième place et se retrouve la nouvelle locomotive du handball provençal après la disparition de l'OM Vitrolles, l'année 1996 se termine par le renvoi de l'entraîneur Jean-Louis Derot plombé par les mauvais résultats du club. Malgré Zlatko Saračević qui termine meilleur buteur du championnat de France, le club ne s'en relèvera pas et sera finalement relégué au terme de la saison.
Après une saison en D2, l'équipe retrouve l'élite de la D1 emmenée par son entraîneur Franck Bulleux, sous la présidence de Jean-François Serre en 1998-99 ; le club poursuit et amplifie sa politique de formation des jeunes, avec l'appui du COFIJ (Centre Omnisports de Formation et d'Insertion des Jeunes). En juillet 1999 Louis Morales (président) et le tandem d'entraîneurs Michel Cicut et Gilles Derot vont poursuivre et renforcer cette politique de formation des jeunes et jouer la carte régionale ; avec Gilles Derot, puis Jan Basny et Christophe Mazel, entraineurs successifs, le club, renommé Istres Ouest Provence Handball en 2003, devient un titulaire de la D1 jusqu'en 2014, et gagne même un titre magnifique en sortant vainqueur de la Coupe de la Ligue en 2009 à Miami.
Si, les saisons suivantes, le club progresse légèrement dans la hiérarchie française terminant 7e en 2010 et 6e en 2011 (meilleur classement du club), la saison 2011-2012 se termine à une treizième place, synonyme de relégation après 16 ans dans l'élite.
Par la suite, le club oscille régulièrement entre le haut de tableau en D2 (de 2012 à 2014, de 2015 à 2018 et en 2023-2024) et le bas de tableau en D1 (en 2014-2015, de 2018 à 2023). À nouveau sous la conduite de Gilles Derot depuis 2013, le club est promu en StarLigue (D1) en 2024 grâce notamment aux performances du gardien de but international Vincent Gérard, recruté en janvier.

## Palmarès
- Vainqueur de la Coupe de la Ligue (1) : 2009
- Vainqueur du Championnat de France de 2e division (2) : 1995, 2018
- Vainqueur du Championnat de France de 3e division (1) : 1988

## Bilan saison par saison
| Saison    | Div. | Rang           | Coupe de France    | Coupe de la Ligue  | Coupes d'Europe    |
| --------- | ---- | -------------- | ------------------ | ------------------ | ------------------ |
| 1984-1985 | 5    | ?              | Non participant    | Pas de compétition | Non participant    |
| 1985-1986 | 4    | ?              | Non participant    | Pas de compétition | Non participant    |
| 1986-1987 | 3    | 2e de sa poule | Non participant    | Pas de compétition | Non participant    |
| 1987-1988 | 3    | Vainqueur      | Non participant    | Pas de compétition | Non participant    |
| 1988-1989 | 2    | ? (relégué)    | Non participant    | Pas de compétition | Non participant    |
| 1989-1990 | ?    | ?              | Non participant    | Pas de compétition | Non participant    |
| 1990-1991 | 2    | ?              | 1/16 de finale     | Pas de compétition | Non participant    |
| 1991-1992 | 2    | ?              | ?                  | Pas de compétition | Non participant    |
| 1992-1993 | 3    | ?              | Non participant    | Pas de compétition | Non participant    |
| 1993-1994 | 2    | 6e             | Non participant    | Pas de compétition | Non participant    |
| 1994-1995 | 2    | 1er            | 1er tour           | Pas de compétition | Non participant    |
| 1995-1996 | 1    | 8e             | 1/8 de finale      | Pas de compétition | Non participant    |
| 1996-1997 | 1    | 12e            | ?                  | Pas de compétition | Non participant    |
| 1997-1998 | 2    | 2e             | ?                  | Pas de compétition | Non participant    |
| 1998-1999 | 1    | 12e            | 1/16 de finale     | Pas de compétition | Non participant    |
| 1999-2000 | 1    | 12e            | 1/8 de finale      | Pas de compétition | Non participant    |
| 2000-2001 | 1    | 9e             | 1er tour           | Pas de compétition | Non participant    |
| 2001-2002 | 1    | 7e             | 1/16 de finale     | 1/4 de finale      | Non participant    |
| 2002-2003 | 1    | 7e             | 1/2 finale         | 1/4 de finale      | Non participant    |
| 2003-2004 | 1    | 7e             | Pas de compétition | 1/2 finale         | Non participant    |
| 2004-2005 | 1    | 8e             | 1/8 de finale      | Non participant    | Non participant    |
| 2005-2006 | 1    | 9e             | 1/4 de finale      | Non participant    | Non participant    |
| 2006-2007 | 1    | 9e             | 1/16 de finale     | Non participant    | Non participant    |
| 2007-2008 | 1    | 12e            | 1/8 de finale      | Non participant    | Non participant    |
| 2008-2009 | 1    | 8e             | 1/8 de finale      | Vainqueur          | Non participant    |
| 2009-2010 | 1    | 7e             | 1/4 de finale      | 1/4 de finale      | EHF : 8e de finale |
| 2010-2011 | 1    | 6e             | 1/4 de finale      | 1/8 de finale      | Non participant    |
| 2011-2012 | 1    | 13e            | 1/2 finale         | 1er tour           | Non participant    |
| 2012-2013 | 2    | 12e            | 4e tour            | Non participant    | Non participant    |
| 2013-2014 | 2    | 2e             | 3e tour            | Non participant    | Non participant    |
| 2014-2015 | 1    | 14e            | 1/8 de finale      | Tour préliminaire  | Non participant    |
| 2015-2016 | 2    | 7e             | 1/16 de finale     | Non participant    | Non participant    |
| 2016-2017 | 2    | 5e             | 1/16 de finale     | 1/16 de finale     | Non participant    |
| 2017-2018 | 2    | 1er            | 1/32 de finale     | Demi-finale        | Non participant    |
| 2018-2019 | 1    | 11e            | 1/8 de finale      | 1er tour           | Non participant    |
| 2019-2020 | 1    | 11e            | 1/16 de finale     | 1/4 de finale      | Non participant    |
| 2020-2021 | 1    | 13e            | Non participant    | Pas de compétition | Non participant    |
| 2021-2022 | 1    | 14e            | 3e tour            | 1/8 de finale      | Non participant    |
| 2022-2023 | 1    | 15e            | 1/8 de finale      | Pas de compétition | Non participant    |
| 2023-2024 | 2    | Finaliste      | 1/16 de finale     | Pas de compétition | Non participant    |
| 2024-2025 | 1    | 14e            | 1/8 de finale      | Pas de compétition | Non participant    |
| 2025-2026 | 1    | à venir        | à venir            | Pas de compétition | Non participant    |

## Personnalités liées au club

### Joueurs
Six joueurs du club se sont particulièrement distingués lors de leur passage dans le club :
- Maxime Derbier : au club de 2009 à 2012, élu meilleur ailier droit du championnat de France 2010-2011[11]
- Théo Derot : au club jusqu'en 2015 (formé au club), élu meilleur espoir du championnat de France 2014-2015
- Christian Gaudin : au club de 1995 à 1997, 4e place aux JO de 1996 et médaillé de bronze au Mondial 1997
- Mohamadi Loutoufi : au club de 2008 à 2010, élu meilleur ailier droit du championnat de France 2008-2009[12]
- Bruno Martini : au club de 1994 à 1995 (D2), champion de monde 1995
- Zlatko Saračević : au club de 1995 à 1997, meilleur buteur du championnat de France en 1997

Parmi les autres joueurs du club, on trouve :
- Benali Beghouach : de 1992 à 2001
- Messaoud Berkous : de 2021 à 2023
- Sassi Boultif : de 2008 à 2012
- Thomas Bolaers : de 2009 à 2010
- Gonzalo Carou : de 2014 à 2015
- Bastien Cismondo : de 1999 à 2017
- Guillaume Crépain : de 2017 à 2022
- Hichem Daoud : de 2016 à 2021
- Alexandru Dedu : de 1996 à mars 1997
- Frédéric Dole : de 1999 à 2004
- Yann Genty : de 2010 à 2012
- Vincent Gérard : de 2008 à 2010 et en 2024
- Samuel Honrubia : de 2021 à 2022
- Oussama Hosni : de 2019 à 2022
- David Juříček : de 2003 à 2004
- Hichem Kaabeche : de 2015 à 2017
- Tahar Labane : de 2000 à 2008
- Frédéric Louis : de 1998 à 2000
- Olivier Maurelli : de 2000 à 2002
- Laurent Munier : de 1996 à 1997
- Édouard N'Doumbé : de 1995 à 2004
- Andrea Parisini : de 2019 à 2023
- Raoul Prandi : de 1998 à 2000
- Petr Štochl : de 2004 à 2006
- Nebojša Stojinović : de 2001 à 2004

### Encadrement
| Entraîneurs - inconnu : avant 1985 - Ignacy Pazur : de 1985 à ? - Jean-Louis Derot : de ? à décembre 1996 - Franck Bulleux : de 1997 à 2000 - Gilles Derot et Michel Cicut : de 2000 à 2004 - Jan Bašný : de 2004 à 2006 - Gilles Derot : de 2006 à 2007 - Christophe Mazel : de 2007 à mars 2013 - Gilles Derot : de 2013 à 2025 - Adjoint : Benali Beghouach : de 2014 à 2025 - Bastien Cismondo : depuis 2025 - Adjoint : Thomas Cauwenberghs : depuis 2025 | Présidents - M. Joyet : années 1970 - Constant Cambouris : de 1994 à 1998 - Jean-François Serre : de 1998 à 1999 - Louis Morales : de 1999 à 2014 - René Caruso : de 2014 à 2017 - Alain Felzen : de 2017 à 2022 - Benjamin Gonzalez : depuis 2022 |

## Historique du logo

Logo de 1970 à 2011
Logo de 2011 à 2015
Logo actuel